# Glucosa-6-fosfatasa
La glucosa-6-fosfatasa (G6Pase) (EC 3.1.3.9) es una enzima que se encarga de la regulación de la glucosa.
Una vez producida la glucosa, ésta es exportada fuera de la célula a través de las proteínas transportadoras de glucosa. La catálisis producida por esta enzima es la etapa final de la gluconeogénesis y de la glucogenólisis, y por tanto, juega un papel fundamental en la regulación homeostática de los niveles de glucosa en la sangre. En los humanos hay tres genes que codifican esta enzima: G6PC, G6PC2 y G6PC3. Ésta se presenta en el hígado y en el riñón, pero no se encuentra en el músculo ni en el tejido adiposo; dicha enzima permite que un tejido añada glucosa a la sangre.   
Esta enzima tiene una  Km elevada (3mM) con respecto a la concentración intracelular normal (~.2 mM) de su sustrato primario, la glucosa 6-fosfato. La familia de la glucosa-6-fosfatasa incluye dos fosfohidrolasas funcionales: G6Pase-α (del gen G6PC) y G6Pase-β (del gen G6PC3). La primera de ellas es el prototipo. G6Pase-α y G6Pase-β comparten estructura similar del sitio activo, topología, mecanismo de acción y propiedades cinéticas con respecto a la hidrólisis de la glucosa-6-fosfato.

## Estructura y función
En el hígado  la glucosa 6-fosfato producida en la gluconeogénesis es hidrolizada por la glucosa 6-fosfatasa dando glucosa libre.
Aunque no se ha llegado a un consenso, un gran número de científicos se adhieren a la opinión de que para explicar las propiedades catalíticas de la glucosa-6-fosfatasa, ésta utiliza un modelo de transporte de sustrato. En este modelo, la G6Pase tiene un bajo nivel de selectividad. La transferencia de la glucosa-6-fosfato al retículo endoplasmático es llevada a cabo por una proteína transportadora (T1). El retículo endoplasmático contiene adicionalmente estructuras que permiten la salida del grupo fosfato (T2) y de la glucosa (T3).
Se ha propuesto que la hidrólisis de la glucosa-6-fosfato se realiza mediante un intermedio covalente fosfohistidina-glucosa-6-fosfato. El sitio activo de la G6Pase-α se identificó inicialmente por la presencia de un motivo encontrado en las lípido fosfatasas, ácido fosfatasas y vanadio haloperoxidasas.
Los residuos esenciales en el sitio activo de las vanadio haloperoxidasas incluyen: Lys-353, Arg-360, Arg-490, His-404 y His-496. Los residuos correspondientes en el sitio activo de la G6Pase incluyen:
- Arg-170 y Arg-83, que donan los iones hidrógeno al fosfato, estabilizando el estado de transición.
- His-119, que proporciona un protón al oxígeno defosforilado de la glucosa.
- His-176, que completa el ataque nucleofílico al fosfato para formar un enlace covalente al intermedio enzima fosforilada.

En la cloruro peroxidasa que contiene vanadio, se encontró que la Lys-353 estabiliza el fosfato en el estado de transición. De todas formas, el correspondiente residuo en la G6Pase (Lys-76) se sitúa en la membrana del retículo endoplasmático y su función, si la tiene, todavía se desconoce. Con la excepción de Lys-76, todos estos residuos citados anteriormente están localizados en el lado luminal de la membrana del retículo endoplasmático.
La G6Pase-β es una proteína de membrana de 346 aminoácidos que comparte el 36% de la secuencia con la G6Pase-α. En la G6Pase-β su sitio activo contiene His-167, His-114 y Arg-79. De forma similar al sitio activo de la G6Pase-α, la His-167 es el residuo que proporciona el ataque nucleofílico y el His-114 y Arg-79 son los donantes de hidrógeno. La G6Pase-β está también localizada en la membrana del retículo endoplasmático, aunque se desconoce su orientación.
La glucosa 6-fosfatasa, que es utilizada en lugar de la glucoquinasa para el último paso de la gluconeogénesis , cataliza una reacción de hidrólisis irreversible en las condiciones intracelulares. En esta reacción, los nucleótidos no desempeñan ningún  papel; la función de esta enzima es generar glucosa y no convertir glucosa en glucosa 6-fosfato.
La función combinada de la glucosa 6-fosfatasa con la glucoquinasa constituye un ciclo inútil, esto es, simplemente la adición de sus reacciones es simplemente la hidrólisis  de ATP a ADP y Pi sin realización de trabajo alguno.

Reacción catalizada por la enzima glucosa 6-fosfatasa.

### Función en el retículo endoplásmatico
La glucosa 6-fosfatasa es una enzima ligada a la membrana del retículo endoplasmático, y tiene su centro activo disponible para la hidrólisis de G6P  situado en la superficie de la cisterna de los túbulos. La G6P necesita una translocasa para poder desplazase desde el citosol hasta su sitio de hidrólisis en el interior del retículo endoplasmático.
La glucosa 6-fosfatasa, localizada en la superficie interna del retículo endoplasmático hidroliza a la glucosa 6-fosfato; en el proceso intervienen tres transportadores: 
1. Uno introduce a la glucosa 6-fosfato en la luz.
2. Otro devuelve el Pi al citosol.
3. El tercero vuelve a llevar la glucosa al citosol.

## Mecanismo
1. La hidrólisis de la glucosa-6-fosfato empieza con el ataque nucleofílico al fosfato unido a la glucosa por la His-176 resultando la formación de un enlace fosfohistidina y la degradación de un carbonilo.
2. Un oxígeno negativamente cargado transfiere sus electrones reformando un carbonilo y rompiendo su enlace con la glucosa.
3. El fosfo-intermedio producido por la reacción entre la His-176 y el grupo fosfato se rompe por un ataque nucleofílico.
4. Después de la adición de otro grupo hidróxido y la descomposición de un carbonilo, el carbonilo es reformando expulsando los electrones originalmente donados por el residuo His-176 creando un grupo fosfato libre y completando la hidrólisis.

La glucosa 6-fosfatasa tiende a disminuir en cantidad; esto quiere decir que su síntesis está deprimida, o su degradación  aumenta, en respuesta al incremento de glucosa e insulina circulantes.

## Expresión
Los genes que codifican la enzima se expresan principalmente en el hígado, en la corteza renal, en las células beta del páncreas y en la mucosa intestinal (especialmente en periodos de ayuno).
La glucosa-6-fosfatasa se presenta en una gran variedad de músculos en el reino animal, si bien es cierto, en muy bajas concentraciones. El glicógeno que el músculo almacena no está disponible para el resto de células del cuerpo ya que la glucosa-6-fosfato no puede cruzar el sarcolema a menos que sea desfosforilada. La enzima juega un papel importante durante los periodos de ayuno y cuando los niveles de glucosa están bajos. Se ha observado que el ayuno y la diabetes multiplica entre 2 y 3 veces la actividad de la G6Pase en el hígado. La actividad de la G6Pase también se incrementa dramáticamente en el nacimiento cuando el organismo ya es independiente de las fuentes de glucosa maternas. El gen humano de la G6Pase contiene 5 exones con una longitud aproximada de 125,5 kb y está localizado en el cromosoma 17q21.

## Relevancia clínica
Las mutaciones en la glucosa-6-fosfatasa alfa pueden provocar la enfermedad de Von Gierke, que se caracteriza por la pérdida de la homeostasis de la glucosa en la sangre y por desórdenes en el metabolismo de los lípidos y del glicógeno. La actividad de la glucosa 6-fosfatasa en el hígado contrarresta la actividad de la glucoquinasa. Uno de los  defectos genéticos encontrados en la translocasa o en la fosfatasa interfiere con la  gluconeogénesis y provoca una acumulación excesiva de glucógeno en el hígado.
La Glucosa 6-fosfatasa al favorecer a la gluconeogénesis, hace que el hígado sea mucho más efectivo en su capacidad de sintetizar glucosa. Esta enzima no tiene ningún papel en la glucólisis.
Cuando  las concentraciones de la glucosa sanguínea son alrededor de 5 mM, la actividad de la glucoquinasa está prácticamente contrarrestada por la actividad en sentido contrario de la glucosa 6-fosfatasa. El resultado es que no hay flujo neto en ninguna de ambas direcciones. Esta conversión inútil entre glucosa y glucosa 6-fosfato  desperdicia ATP pero, combinada con el proceso de la gluconeogénesis, contribuye de un bajo modo en la acción temponadora del hígado sobre los niveles de glucosa sanguínea. Además proporciona un mecanismo para impedir que la glucoquinasa ligue todo el Pi del hígado.
Existe un  tipo de deficiencia de glucosa 6-fosfatasa, llamada deficiencia de G6Pasa β, ésta se caracteriza por un síndrome de la neutropenia congénita en la que los neutrófilos exhiben un mayor estrés en el retículo endoplásmico, se presenta un aumento de la apoptosis, hay una  alteración de la homeostasis de la energía, y la funcionalidad se deteriora. Ésta deficiencia también puede conducir a malformaciones urogenitales y cardíacas.
En esta  clase de deficiencia también se ve afectada por una deficiencia G6PT como de G6Pasa-β que  también se encuentra dentro de la luz del retículo endoplásmico y por lo tanto puede conducir a síntomas similares de la deficiencia de G6Pasa-β y pueden ser asociados con GSD-1b. Así mismo algunos recientes  estudios han demostrado esta área de similitud entre ambas deficiencias y han mostrado que la glicosilación aberrante se produce en ambas deficiencias. La glicosilación de neutrófilos tiene un profundo efecto sobre la actividad de los neutrófilos y por lo tanto también puede ser clasificado como un trastorno congénito de glicosilación también. 
La función principal de G6Pasa-β se ha determinado que proporciona  glucosa reciclado al citoplasma de los neutrófilos con el fin de mantener la función normal y conveniente. La alteración de la glucosa en relación G6P debido a disminución significativa los niveles de glucosa intracelular produce una interrupción significativa de la glucólisis y el HMS. Al no ser contrarrestada por la absorción de la glucosa extracelular ésta deficiencia conduce a la disfunción de los neutrófilos.